# 李合珠
李合珠（1920年—1986年8月16日），臺灣桃園大溪人，日本實業家、中華民國立法委員。中台工業（現在是エイチアイインターナショナル）的創業者、社長。東京中華學校評議員、歷任日本中華連合總會會長。中國國民黨籍政治人物，中華民國第1屆第3、4次增額立法委員(僑選，第一區，東北亞地區)，（1980年 - 1986年）。紺綬褒章受章者、僑光獎章受章者。「東京大飯店」創辦人。

## 人物來歷
1920年出生於在新竹州大溪郡（現在的桃園市大溪區）。
畢業於台北州基隆市的商業學校。1940年（昭和15年），移居到東京，在早稻田大學理工學部建築科求學。畢業後又到日本中央大學經濟學部進修。
1945年（昭和20年）8月15日，第二次世界大戦終結後，在三菱电机中任職。不久離職，1946年（昭和21年）3月。開展了有關於彈珠機之機械製造事業的個人事業。該型「中台式」的彈珠機在當時的柏青哥市場風靡一世。
在1980年12月6日所舉行的增額立委選舉中，李合珠被遴選為中華民國第一屆立法院第3次增額(僑選)立法委員，選區為第一區（東北亞地區）。
在1983年12月3日所舉行的增額立委選舉中，李合珠再度被遴選為中華民國第一屆立法院第4次增額(僑選)立法委員，選區為第一區（東北亞地區）。
1983年11月，位於東京都中央區銀座4丁目2番12号的東京大飯店銀座店，內部專門製作中華料理的「龍皇」餐廳正式開店。
1984年，成為中国国民党的中央党務顧間。
1986年8月16日，因腦溢血而過世。
1986年8月30日，舉行葬禮。當時的亞東關係協會駐日代表馬紀壯等500人出席。

## 榮譽
- 中華民國褒揚令：公報日期1964-07-28，受褒揚者身分：旅日華僑，捐款日幣七百萬元，折合銀元五萬元，資助東京中華學校，題頒「熱心僑教」四字匾額一方。
- 中華民國褒揚令：公報日期1987-07-29，受褒揚者身分：立法院立法委員。

## 家庭
- 女兒：李純良，嫁給許顯榮（許勝發的長子）。

## 脚注
1. ↑  . news.hexun.com.   [2019-09-17].
2. 1 2 3  白神[1973], p.136.
3. 1 2  岡本[1973], p.225.
4. 1 2 3  総覧[1987], p.309.
5. 1 2 3 4 5 6 7 8 9  沈[1991], p.804.
6. 1 2 3 4 5 6 7 8 9 10  追蹤戰後華商在日創業路 東京大飯店的前世今生 （页面存档备份，存于）、新華網、2005年8月12日付、2013年7月22日閲覧。
7. 1 2 3 4 5 6 7 8  李合珠 （页面存档备份，存于）、中华侨乡网（原典『华侨华人百科全书 人物卷』）、2013年7月22日閲覧。
8. ↑  会社沿革 的存檔，存档日期2013-02-05.、エイチアイインターナショナル、2013年7月22日閲覧。
9. ↑  [http://nrch.cca.gov.tw/ccahome/search/search_meta.jsp?xml_id=0000756337%5B%5D 中華民國駐日本亞東關係協會代表馬紀壯、國家文化資料庫（中華民國）、2013年7月22日閲覧。

## 關聯項目
- 歌舞伎町
- エイチアイインターナショナル
- 東京中華學校
- 在日台灣人
- 1980年中華民國立法委員選舉
- 1983年中華民國立法委員選舉
- 林以文

## 外部連結
- エイチアイインターナショナル （页面存档备份，存于） - 同社の公式ウェブサイト
- TOKYO DAIHANTEN-CHINESE RESTAURANT- - 同店の公式ウェブサイト
- 僑委會委員長高信頒贈旅日僑領李合珠「僑光獎章」[永久] - 國家文化資料庫（台湾）、授章式の写真